# Henryk Adamowicz (inżynier)
Henryk Adamowicz (? - ?) – inżynier technolog, działacz społeczny, wysoki urzędnik II Rzeczypospolitej.
Ukończył studia w Instytucie Technologicznym w Petersburgu (1910). Podczas studiów czynny członek Związku Młodzieży Polskiej (Zet). Związany z Towarzystwem Gimnastycznym „Sokół Polski” w Petersburgu. W 1906 należał do inicjatorów założenia Polskiej Macierzy Szkolnej w Petersburgu.
Po powrocie do kraju radca Ministerstwa Przemysłu i Handlu (1918-1930). Opracowywał ustawy dot. spraw socjalnych.

## Odznaczony
Złoty Krzyż Zasługi (1930)

## Życie prywatne
W 1909 ożenił się ze lekarką Stanisławą z Piekarskich (1888–1965), mieli córkę Sprawiedliwą wśród Narodów Świata Irenę (1910- 1973)